# Swietłana Żurowa
Swietłana Siergiejewna Żurowa z domu Bojarkina (ros. Светлана Сергеевна Журова z domu Бояркина; ur. 7 stycznia 1972 w Pawłowie) – rosyjska łyżwiarka szybka, mistrzyni olimpijska, wielokrotna medalistka mistrzostw świata oraz zdobywczyni Pucharu Świata.

## Kariera
Pierwszy sukces w karierze Swietłana Żurowa osiągnęła w 1996 roku, kiedy wywalczyła złoty medal w biegu na 500 m podczas dystansowych mistrzostw świata w Hamar. W tej samej konkurencji zdobyła też srebrne medale na mistrzostwach świata w Calgary (1998), mistrzostwach świata w Heerenveen (1999) i mistrzostwach świata w Nagano (2000) oraz brązowy podczas mistrzostw świata w Salt Lake City (2001). W latach 1998–1999 wyprzedzała ją tylko Catriona Le May Doan z Kanady, a w 2000 roku lepsza okazała się Niemka Monique Garbrecht. Ponadto w 2006 roku Rosjanka zwyciężyła na mistrzostwach świata w wieloboju sprinterskim w Heerenveen. Wyprzedziła tam bezpośrednio Chinkę Wang Manli i Włoszkę Chiarę Simionato.
W 1994 roku wzięła udział w igrzyskach olimpijskich w Lillehammer, zajmując siódme miejsce w biegu na 500 m i 24. miejsce na dystansie 1000 m. Na rozgrywanych cztery lata później igrzyskach w Nagano była odpowiednio dziewiąta i dwunasta. Bez medalu wróciła również z igrzysk olimpijskich w Salt Lake City w 2002 roku, gdzie była siódma na 500 m i jedenasta na dwukrotnie dłuższym dystansie. Medal olimpijski zdobyła w swoim czwartym starcie, na igrzyskach w Turynie w 2006 roku, gdzie zwyciężyła w biegu na 500 m. Pozostałe miejsca na podium zajęły ówczesna mistrzyni świata na tym dystansie, Wang Manli oraz jej rodaczka Ren Hui.
Żurowa wielokrotnie stawała na podium zawodów Pucharu Świata, odnosząc przy tym piętnaście zwycięstw. W sezonie 1995/1996 zwyciężyła w klasyfikacji końcowej 500 m, w sezonach 2001/2002 i 2005/2006 była druga, a sezony 1994/1995 i 2000/2001 ukończyła na trzeciej pozycji.
W 2003 roku w Salt Lake City ustanowiła rekord świata w biegu na 100 m.

## Polityka
W 2011 roku wystartowała w wyborach parlamentarnych, zdobywając mandat z listy partii Jedna Rosja

## Sankcje z UE i innych krajów
12 września 2014 roku została wpisana na «Czarną listę» UE. Kanada nałożyła na je sankcje 19 grudnia 2014 roku.

## Osiągnięcia

### Igrzyska olimpijskie
- Lillehammer 1994
  - 7. (500 m); 24. (elim. - 1000 m)
- Nagano 1998
  - 9. (500 m); 12. (1000 m)
- Salt Lake City 2002
  - 7. (500 m); 11. (1000 m)
- Turyn 2006
  - złoto (500 m); 7. (1000 m)

### Mistrzostwa świata
- Mistrzostwa świata w wieloboju sprinterskim
  - złoto – 2006
- Mistrzostwa świata na dystansach
  - złoto – 1996 (500 m)
  - srebro – 1998 (500 m); 1999 (500 m); 2000 (500 m)
  - brąz – 2001 (500 m)